# Абзгильдин, Джихангир Талхович
Джихангир Талхович Абзгильдин (баш. Йыһангир Талха улы Абыҙгилдин, 1875—1938) — мусульманский религиозный деятель, богослов, просветитель. Ахун с 1912 года.

## Биография
В 1907 году окончил медресе «Хусаиния».
В 1907—1918 гг. руководитель и мударрис медресе «Гусмания». Одновременно имам-хатыб первой соборной мечети Уфы. Открыл образовательные курсы для женщин при медресе.
С 1921 г. член, с 1927 г. председатель Совета улемов при ЦДУМ.
В 1923—1928 гг. и 1932—1936 гг. избирался кадием Центрального духовного управления мусульман Внутренней России и Сибири.
В 1928—1932 гг. был в ссылке в Нарымском крае.
Участвовал на IV Всероссийском съезде мусульман.
Репрессирован как «башкирский националист». 22 октября 1936 года арестован. Расстрелян в 1938 году. Реабилитирован в 1956 году.
Автор книг по мусульманскому богословию, риторике, астрономии, философии и природоведению.